# Audi Senna
Audi Senna fue una empresa brasileña creada como una empresa conjunta entre el fabricante alemán de automóviles Audi, parte del grupo Volkswagen, y Senna Import, una empresa de comercialización de vehículos propiedad de la familia del piloto de Fórmula 1 Ayrton Senna.

## Historia
El 18 de noviembre de 1993, Audi firmó un acuerdo con Senna Import, empresa de la familia de Ayrton Senna, para la importación y venta de automóviles de la marca Audi a Brasil. Uno de los participantes en las negociaciones fue el propio Senna. Las importaciones comenzaron en 1994 (año en que murió).
El 19 de diciembre de 1999, la familia Senna y Audi anunciaron la creación de una empresa conjunta. En el año 2000 se creó Audi Senna. Audi AG tenía una participación del 51% y Senna Import Participações Ltda. tenía una participación del 49%. La fundación se realizó en la ciudad alemana de Ingolstadt.
En 2005, la familia Senna renunció al control de la empresa.

## Empresas subsidiarias
- Audi Brasil: distribuidora de Audi. Fundada en 2000, con sede en São Paulo. La empresa es una joint venture entre Audi y Volkswagen Brasil.[3]
- Audi do Brasil e Cia: empresa de gestión de postventa.[3]